# Alfred Steux
Alfred Steux (Dottignies, 23 maggio 1892 – Parigi, 9 agosto 1934) è stato un ciclista su strada belga.
Professionista dal 1913 al 1925, vinse il Grand Prix de Provence nel 1919.

## Carriera
Corse per quasi tutta la carriera come individuale, vestendo la maglia de La Sportive nel 1919 e della Dilecta-Russell nel 1923. Nel 1919 vinse la corsa a tappe Grand Prix de Provence, con tre successi di tappa. Partecipò a quattro edizioni del Tour de France, concludendo al nono posto nel 1919.
Nelle classiche monumento fu decimo alla Parigi-Roubaix nel 1919 e nel 1921. Nelle altre classiche fu quarto alla Bordeaux-Parigi nel 1919.

## Palmarès
- 1919

1ª tappa Grand Prix de Provence
2ª tappa Grand Prix de Provence
4ª tappa Grand Prix de Provence
Classifica generale Grand Prix de Provence

## Piazzamenti

### Grandi Giri
- Tour de France

1919: 9º
1920: ritirato (4ª tappa)
1921: ritirato (3ª tappa)
1925: ritirato (1ª tappa)

### Classiche monumento
- Parigi-Roubaix

1914: 22º
1919: 10º
1921: 10º